# Enfermeiro-mor
Enfermeiro-mor foi a designação dada a partir de 1564, com a passagem da administração do Hospital Real de Todos os Santos para a Santa Casa da Misericórdia de Lisboa, ao dirigente máximo dos hospitais reais de Lisboa, anteriormente designados pelo título de provedor. O cargo, que por vezes era em parte honorífico, manteve-se em uso até 1913, ano da criação dos Hospitais Civis de Lisboa e da consequente extinção do cargo de enfermeiro-mor. O enfermeiro-mor, que em geral não era um profissional de saúde, era a máxima autoridade nos hospitais, com funções que na atualidade se aproximam das exercidas pelo administrador geral ou presidente do conselho de administração.
Em 1913, com a reforma do sistema hospitalar, a primeira figura do hospital passou a chamar-se diretor, mas em 1927 o cargo de enfermeiro-mor foi restabelecido, mantendo-se durante alguns anos.

## Lista
| Retrato | Nome                                                                              | Mandato                | Mandato                | Notas | Referências |
| --- | --------------------------------------------------------------------------------- | ---------------------- | ---------------------- | --- | ----------- |
| | D. Jorge Francisco Machado de Mendonça Eça Castro Vasconcelos e Magalhães         | 1758                   | 1766                   | Nomeado directamente por Sebastião José de Carvalho e Melo e não pela Mesa da Misericórdia, interrompendo uma longa tradição                             | [ 2 ]       |
| | Conde de Valadares                                                                | 23 de Maio de 1766     |                        | | [ 3 ]       |
| | Lourenço de Lencastre                                                             | 1801                   | 1810                   | | [ 4 ]       |
| | D. Francisco de Almeida de Melo e Castro                                          | 1810                   | 1812                   | Responsável pela colocação das estátuas dos Apóstolos salvas da ruína da igreja no Terramoto de 1755, e pela construção do monumental pórtico de entrada | [ 4 ]       |
| | António Armando Saldanha da Câmara                                                | 1812                   | 1818                   | | [ 4 ]       |
| | Visconde de Mesquitela, Visconde da Lapa, e o Principal D. Desidério de Lencastre | 1818                   | 1818                   | | [ 4 ]       |
| | Tomás de Melo Breyner                                                             | 1818                   | 1821                   | | [ 4 ]       |
| | D. Luís de Vasconcelos e Sousa                                                    | 1821                   | 1822                   | | [ 4 ]       |
| | Marquês de Torres Novas                                                           | 1822                   | 1822                   | | [ 4 ]       |
| | Francisco Teles de Melo                                                           | 1822                   | 1823                   | | [ 4 ]       |
| | José Teles da Silva, D. Prior de Guimarães, e o Marquês de Torres Novas           | 1823                   | 1823                   | | [ 4 ]       |
| | D. Luís de Vasconcelos e Sousa                                                    | 1823                   | 1826                   | | [ 4 ]       |
| | Principal Câmara                                                                  | 1826                   | 1831                   | | [ 4 ]       |
| | D. José Maria da Cunha                                                            | 1831                   | 6 de Novembro de 1834  | | [ 4 ]       |
| Entre 1834 e 1851, o Hospital de São José e a Misericórdia passam a ser governados por uma comissão administrativa.             |                                                                                   |                        |                        | |             |
| | Diogo Sequeira Pinto                                                              | 2 de Dezembro de 1851  | 31 de Dezembro de 1860 | | [ 4 ] [ 5 ] |
| | D. António Alves Martins                                                          | 17 de Outubro de 1861  | 20 de Agosto de 1863   | | [ 5 ]       |
| | António José Torres Pereira                                                       | 20 de Agosto de 1863   | 20 de Setembro de 1880 | Morreu no cargo. | [ 5 ]       |
| | Marquês de Sabugosa                                                               | 23 de Dezembro de 1880 | 24 de Abril de 1882    | | [ 5 ]       |
| | Tomás de Carvalho                                                                 | 4 de Maio de 1882      |                        | Primeiro médico a assumir o cargo | [ 5 ]       |
| | João Ferraz de Macedo                                                             | 1890                   | 1900                   | | [ 6 ]       |
| | José Joaquim da Silva Amado                                                       | 1900                   | 1901                   | | [ 6 ]       |
| | José Curry Cabral                                                                 | 7 de Janeiro de 1901   | 5 de Outubro de 1910   | | [ 6 ] [ 5 ] |
| | Augusto de Vasconcelos                                                            | 6 de Outubro de 1910   | 8 de Abril de 1911     | | [ 6 ]       |
| | Carlos Belo de Morais                                                             | 8 de Abril de 1911     |                        | | [ 7 ]       |
| | Francisco dos Reis Stromp                                                         | 9 de Dezembro de 1911  | 17 de Outubro de 1913  | | [ 8 ]       |
| Em 1913 (Decreto n.º 126, de 9 de Setembro) estabelecem-se os Hospitais Civis de Lisboa e surge a figura do Director Hospitalar |                                                                                   |                        |                        | |             |
| | João Nepomuceno de Freitas                                                        | 1927                   |                        | |             |
| | Mário Carmona                                                                     | 1958                   |                        | Cirurgião dos quadros dos Hospitais | [ 9 ]       |
| | Jorge da Silva Araújo                                                             | 1965                   |                        | |             |
| | Carlos George                                                                     | 3 de Julho de 1968     | 1970                   | Último a utilizar a designação tradicional de Enfermeiro-mor dos HCL; é sucedido por Leopoldo Laires, já como Director Clínico                           |             |